# Mątowy Wielkie
Mątowy Wielkie (kaszb. Montòwë Wiôldżé, niem. Groß Montau) – wieś w Polsce położona w województwie pomorskim, w powiecie malborskim, w gminie Miłoradz na obszarze Wielkich Żuław Malborskich. W pobliżu wsi znajdują się jeziora Mątowy Wielkie i Mątowy Długie.

## Historia
W Mątowach Wielkich urodziła się w 1347 roku błogosławiona Dorota z Mątowów.
Gotycki kościół pw. świętych Apostołów Piotra i Pawła, ceglany, zbudowany na początku XV wieku, powstał w wyniku obudowania kościoła konstrukcji szachulcowej z ok. 1340 roku. Dwunawowy, z wieżą od zachodu, nadbudowaną w 1741 roku.
Wieś królewska położona była w II połowie XVI wieku w województwie malborskim. Do 1954 roku istniała gmina Mątowy Wielkie. W latach 1975–1998 miejscowość administracyjnie należała do województwa elbląskiego.
We wsi był przystanek kolejowy Mątowy Wielkie.

## Zabytki
Według rejestru zabytków NID na listę zabytków wpisane są:
- kościół parafialny pw. św. Apostołów Piotra i Pawła, XIV/XV, nr rej.: A-284 z 27.03.1962
- cmentarz przy kościele, XV-XX, nr rej.: A-284 z 31.03.2016
- kostnica, 1916–1917, nr rej.: j.w.
- plebania, 1905, nr rej.: j.w.
- budynek gospodarczy obok plebanii, pocz. XX, nr rej.: j.w.

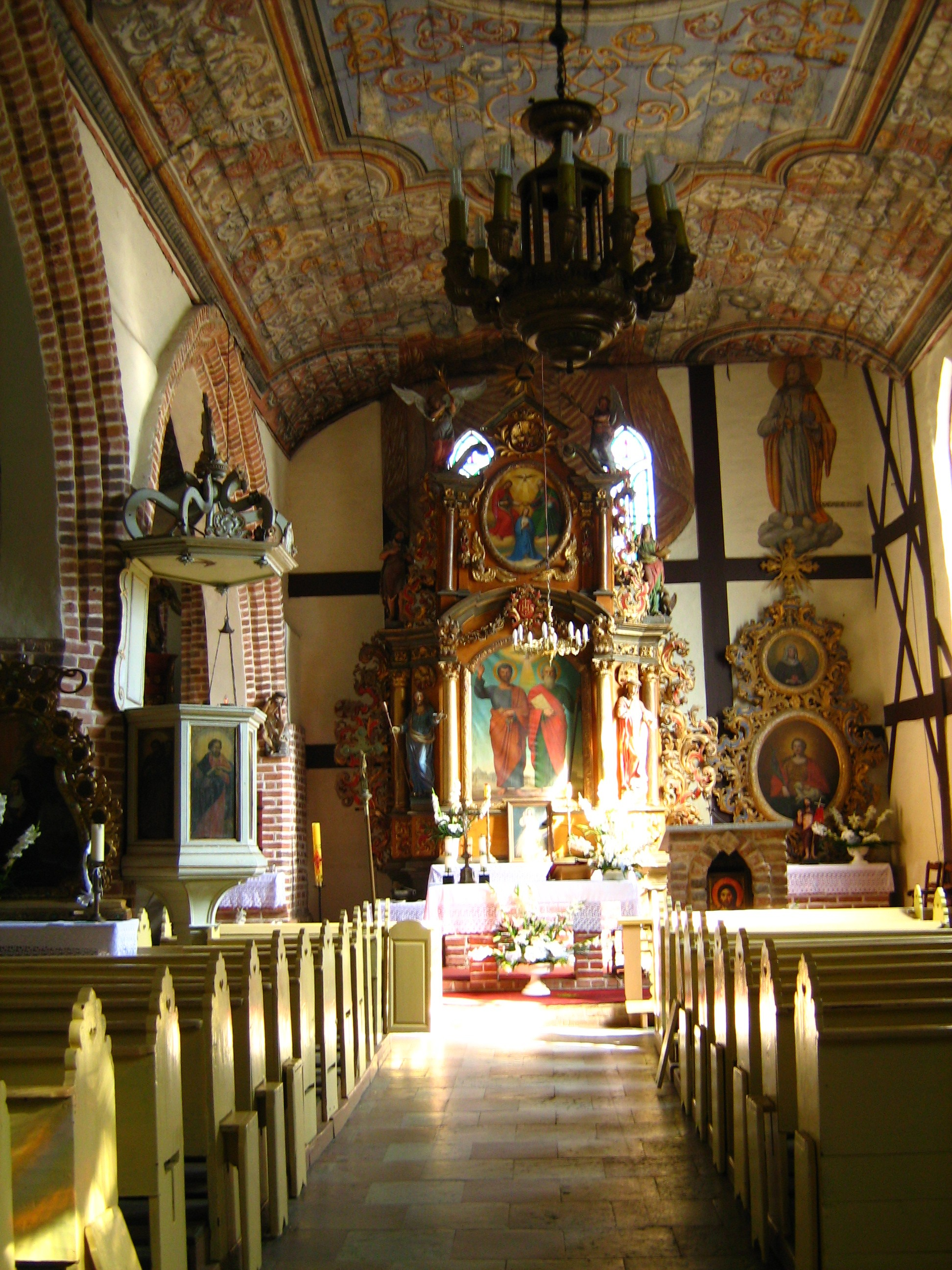
Wnętrze kościoła
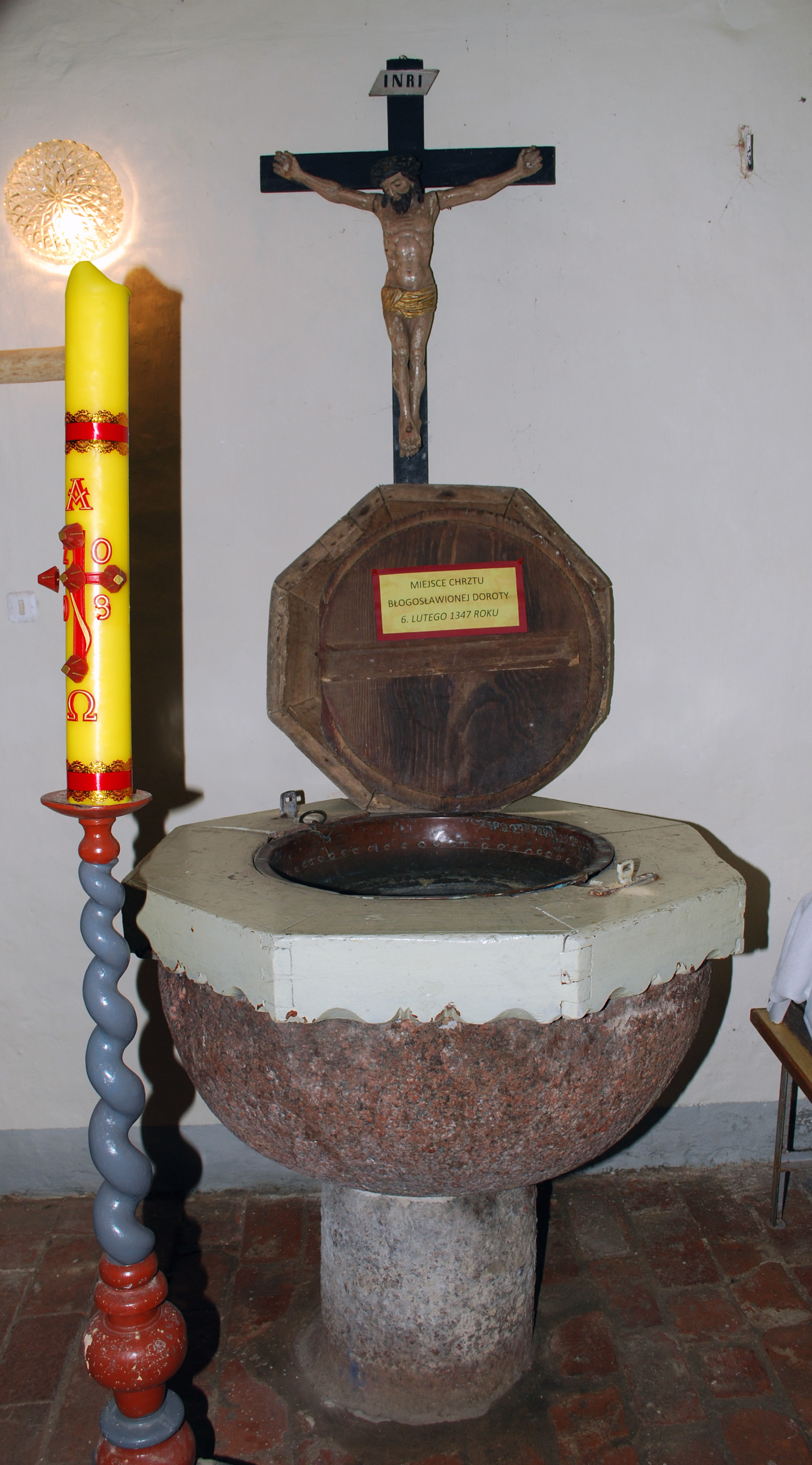
Chrzcielnica, w której ochrzczono bł. Dorotę